# La vendetta degli Apache
La vendetta degli Apache (Apache Uprising) è un film del 1965 diretto da R.G. Springsteen.
È un film western statunitense con Rory Calhoun, Corinne Calvet e John Russell. È basato sul romanzo del 1961 Way Station di Harry Sanford e Max Steeber.

## Produzione
Il film, diretto da R.G. Springsteen su una sceneggiatura e un soggetto di Max Lamb e Harry Sanford, fu prodotto da A.C. Lyles per la A.C. Lyles Productions e girato a Santa Clarita e nel Vasquez Rocks Natural Area Park ad Agua Dulce, in California.

## Distribuzione
Il film fu distribuito negli Stati Uniti dal 29 dicembre 1965 dalla Paramount Pictures.
Altre distribuzioni internazionali del film sono state:
- nel Regno Unito il 14 marzo 1966
- in Germania Ovest il 3 giugno 1966 (Die Apachen e, in TV, Aufstand der Apachen)
- in Finlandia il 22 luglio 1966 (Apachit sotapolulla)
- in Austria nell'agosto del 1966 (Die Apachen)
- in Svezia il 9 gennaio 1967 (Apacheupproret)
- in Danimarca il 20 febbraio 1967 (Apachernes hævn)
- in Brasile (A Rebelião dos Apaches)
- in Polonia (Bunt Apaczów)
- in Grecia (I epanastasis ton Apachi)
- in Jugoslavia (Pobuna Apaca)
- in Spagna (Rebelión apache)
- in Francia (Sur la piste des Apaches)
- in Italia (La vendetta degli Apache)

## Critica
Secondo Leonard Maltin le uniche caratteristiche del film che potrebbero attirare gli spettatori, purché benitenzionati, sono i nomi del cast, alcuni dei quali risulterebbero abbastanza familiari.